# Ayelet Shaked
Ayelet Shaked (hebreu: איילת שקד‎), (Tel-Aviv, 7 de maig de 1976) és una política israeliana, activista i enginyera de programari.
Va exercir com a membre de la Kenesset per a La Llar Jueva del 2013 al 2018, any en què es va escindir a la nova formació Nova Dreta que representà a la Kenésset fins al 2019 i actualment hi és en representació de Yamina. Va ser ministra de justícia del 2015 al 2019. Tot i que fins al 2018 representava un partit religiós, Shaked s'identifica com a política laica.
Va començar la seva carrera a la indústria d'alta tecnologia de Tel-Aviv, treballant com a enginyera a l'empresa Texas Instruments. El 2010 va establir el moviment extraparlamentari My Israel amb Naftali Bennett i el va dirigir fins al maig de 2012. El 2019 va establir el partit Nova Dreta juntament amb Bennett. Després que el partit no passés el llindar electoral a les eleccions israelianes d'abril de 2019, Shaked va planejar unir-se al Likkud, però Miri Regev no li va permetre fer-ho. Tanmateix, després del fracàs de Binyamín Netanyahu de formar govern de coalició i de la convocatòria de noves eleccions per al setembre de 2019, Shaked va acabar succeint Bennett com a presidenta de la Nova Dreta i després es va convertir en líder de l'aliança Yamina.
Es considera una de les legisladores més actives i influents d'Israel, i va iniciar i redactar lleis que inclouen la llei d'ONG d'Israel de 2016, la seva llei integral contra el terrorisme, una versió de la proposta de llei bàsica sobre Israel com a estat nació del poble jueu, així com una llei que limita les competències de la Cort Suprema israeliana.